# 埃爾溫·塞勒林

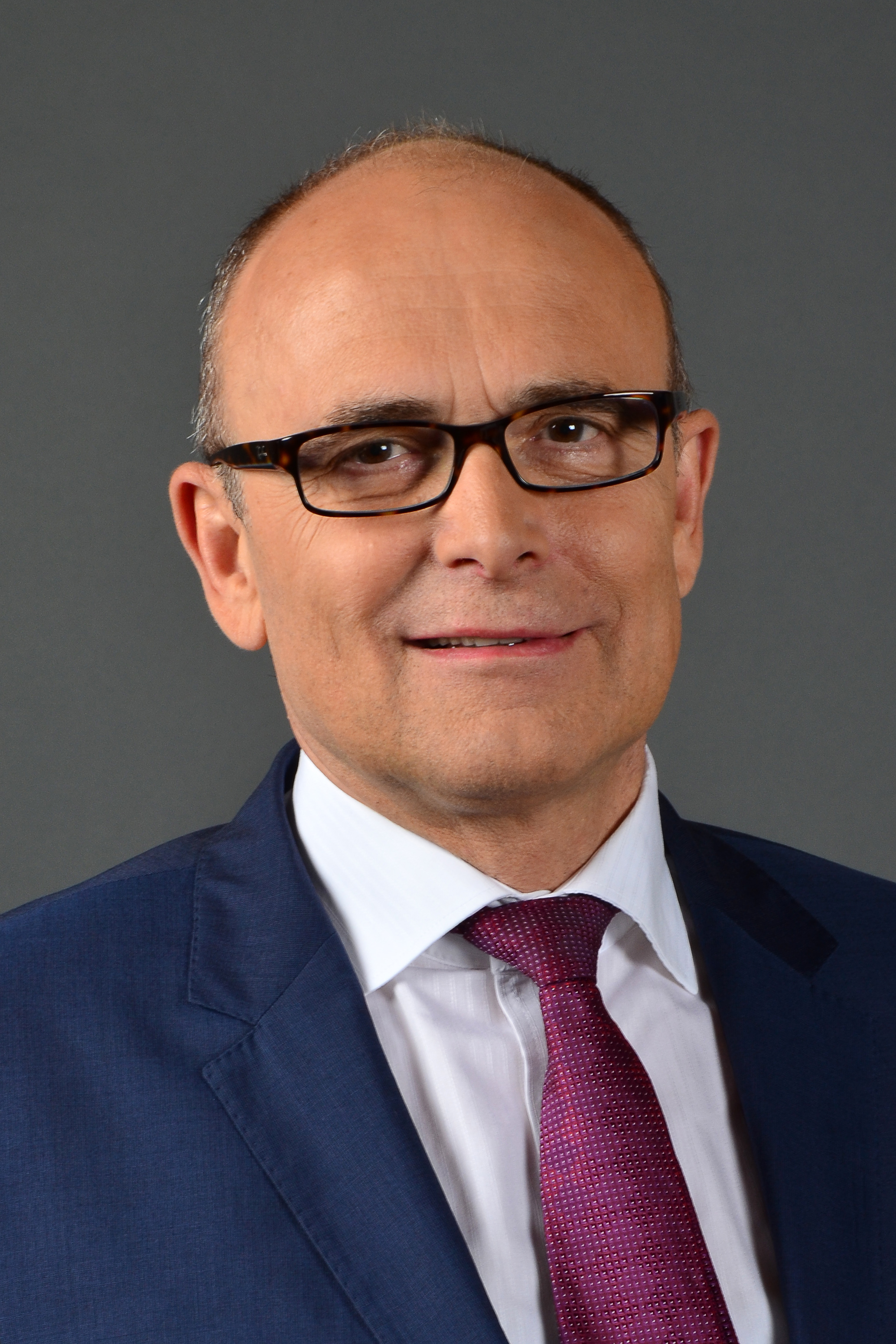

埃爾溫·塞勒林（Erwin Sellering，1949年10月18日—）是德國的一位政治人物。他於2008年至2017年擔任梅克倫堡-前波莫瑞州的總理。他是德國社會民主黨的黨員。他已婚並有兩個孩子。